# Revolta de Huilliche de 1712
A Revolta Huilliche de 1712 (em castelhano: Rebelión huilliche de 1712) foi um levante indígena contra os encomenderos espanhóis do Arquipélago de Chiloé, que então fazia parte da Capitania-Geral do Chile. A revolta ocorreu na parte central do arquipélago.

## Antecedentes
Os Huilliches de Chiloé haviam agido anteriormente contra seus senhores espanhóis em 1600, quando um grupo ajudou o corsário holandês Baltazar de Cordes a atacar o assentamento espanhol de Castro. Diferentemente do que ocorria no Chile continental, a população indígena em Chiloé cresceu a partir de 1700. Por volta de 1712, os povos indígenas constituíam cerca de 50% da população do arquipélago. As encomiendas de Chiloé eram as maiores do Chile, e sua forma de administrar esse trabalho forçado era mais abusiva do que no continente. Além disso, os encomenderos não cumpriam suas obrigações, não registravam tributos nem salários. Frequentemente, não pagavam os salários legais (ou não pagavam salário algum) e não respeitavam o “tempo livre” dos indígenas definido nas leis da encomienda. Em Chiloé, as atividades da encomienda incluíam enviar os indígenas à costa continental para extrair madeira de alerce.
Os Huilliches consideravam os abusos de José de Andrade uma das causas para a revolta, especialmente o castigo infligido em Martín Antucan, um indígena que Andrade amarrou a uma macieira e flagelou em suas genitais com urtigas, cobrindo-o depois com estopa e ateando fogo. Segundo depoimentos colhidos em 1725, José de Andrade julgava crimes por conta própria, não pagava salários e torturava aqueles que não podiam trabalhar por doença. Seu filho teria tido um comportamento semelhante e seu feitor raptava crianças para enviá-las ao Chile continental. Em uma reunião em 26 de janeiro de 1712, os Huilliches decidiram que o levante começaria em 10 de fevereiro. O objetivo da revolta não era pôr fim ao domínio espanhol, mas vingar as injustiças sofridas.

## Revolta
A estratégia dos rebeldes concentrou-se em atacar Castro, então centro político e econômico das ilhas, onde vivia a maior parte dos espanhóis e onde se localizavam a maioria das encomiendas. Na noite de 10 de fevereiro, casas e haciendas de espanhóis na região central de Chiloé foram atacadas; diversos espanhóis foram mortos e construções, incendiadas. Alguns conseguiram se fortificar em Castro, onde permaneceram cercados pelos rebeldes. Mulheres e crianças espanholas foram feitas prisioneiras. Na primeira noite de revolta, apenas espanhóis de destaque foram mortos; espanhóis de posição social mais baixa, mestizos, frades ou padres não foram atacados. Outros espanhóis sobreviveram escondendo-se nas matas.
Nesse mesmo dia, os capitães espanhóis Juan de Aguilar e Diego Telles de Barrientos começaram a reprimir a revolta, lutando em diferentes partes de Chiloé por oito dias. Ainda em 10 de fevereiro, a milícia espanhola iniciou a matança de Huilliches, interrompida apenas pela intervenção de Jesuítas.
Depois da derrota da revolta, um pequeno grupo de Huilliches partiu para o Arquipélago de Guaitecas para escapar das represálias espanholas. Outros insurgentes buscaram refúgio com o Padre Manuel del Hoyo, na Missão de Nahuel Huapi do outro lado dos Andes.

## Consequências
José Marín de Velasco, então Governador Real de Chiloé, foi suspenso de suas funções após a revolta. Entretanto, mais tarde obteve aprovação do Rei da Espanha e retornou ao comando de Chiloé em 1715, com o objetivo de submeter o sistema de encomienda aos marcos legais. As reclamações indígenas às autoridades espanholas aumentaram depois da revolta.
O sistema de encomienda foi abolido em 1782 em Chiloé, em 1789 no restante do Chile e, em 1791, em todo o Império Espanhol.